# Фине мртве дјевојке
Фине мртве дјевојке је хрватски филм из 2002. године који је добио награду Златна арена. Карактеришу га двије главне лезбијске улоге, као и нестабилан психолошки профил релативно свих ликова филма ради дочаравања „посљератног лудила“.

## Радња
Филм почиње тако што дјевојка (касније се сазнаје Ива) у пратњи полиције долази у стан Олге (Инге Апелт) и Блажа (Ивица Видовић), које оптужује да су киднаповали њеног сина. Након увида, полиција и дјевојка одлазе у полицијску станицу, где Ива препричава шта се заправо збило.
Раније, заљубљене дјевојке Ива (Олга Пакаловић), студенткиња медицине, и Марија (Нина Виолић), спортисткиња, изнајмљују стан у наизглед сасвим обичној загребачкој згради. Газдарица Олга такође је срећна због њиховог усељења и Иву намењује своме сину Данијелу (Крешимир Микић).
Премда девојке покушавају да сачувају своју приватност не мијешајући се у животе својих комшија, ускоро откривају да не живе у обичној згради. Поред њих станује комшија који чува леш своје жене како би наставио да прима њену њемачку девизну пензију, затим учесник рата који пати од посттрауматског стресног синдрома и физички злоставља своју жену.
Ту је и гинеколог Перић, који држи незакониту ординацију за абортус, коју посјећују и часне сестре. У близини су и скинхеди и проститутка Лидија. Када газдарица Олга сазнаје да су Ива и Марија лезбијке, одмах им даје десетодневни отказни рок.
Данијел, кога на то подстиче мајка, користи прилику тренутног Маријиног одсуства због тражења другог стана и одлази код Иве. Силује је, чему свједочи његова мајка Олга. Реагујући на силовање своје девојке, Марија започиње тучу са Данијелом у којој га случајно убије тако што га одгурне на шине у тренутку када је пролазио воз. Олга оглашава узбуну пред осталим комшијама, који се због својих патологија већ налазе у приправности и спремни да се упусте у насиље. У атмосфери линча, неко од комшија убија Марију.
Прича се враћа у садашњост. После Маријиног убиства, Ива се удала за мушкарца и са њим добила дијете, за које Олга мисли да јој је унук и киднапује га. Ива не жели да јој муж то сазна, јер цијели претходни живот крије од њега. У посљедњој сцени, Блаж, муж госпође Олге, убија своју жену и враћа Иви дијете. Док он одлази својој кући, Ивин муж се враћа са службеног пута.

## Улоге
| Глумац         | Улога     |
| -------------- | --------- |
| Олга Пакаловић | Ива       |
| Нина Виолић    | Марија    |
| Инге Апелт     | Олга      |
| Крешимир Микић | Данијел   |
| Ивица Видовић  | Блаж      |
| Милан Штрљић   | инспектор |
| Јадранка Ђокић | Лидија    |

## Награде
- филм Фине мртве дјевојке на Пулском фестивалу награђене су Великом златном ареном за најбољи филм те Златним аренама за најбољу режију, продукцију, споредну женску (Олга Пакаловић) и споредну мушку улогу (Ивица Видовић), а награђене су и наградом публике Златна врата Пуле те Октавијаном за најбољи дугометражни играни филм Хрватског друштва филмских критичара. Каи и награда Synchro film & video.[1]
- Сочи 2003' - Посебно признање жирија[1]
- Женева 2003' Cinema tout ecran - Награда жирија младости[1]